# 宮脇町 (瀬戸市)
宮脇町（みやわきちょう）は、愛知県瀬戸市深川連区の町名。丁番を持たない単独町名である。

## 地理
- 瀬戸市の中央部に位置する[8]。西を深川町・宮里町、北を泉町、東を須原町・刎田町、南を新道町と隣接している[8]。
- 深川神社の東側にあたる地域で大変に古く、500年ほど前から人が住んだようで、文献にも宮脇五軒島と出ている[9]。

### 河川
- 印所川（瀬戸川支流） ： 町の西端、宮里町・深川町との町境を暗渠で南流している。

- 印所川（宮脇町内）[注釈 1]

### 学区
市立小・中学校に通う場合、学区は以下の通りとなる。また、公立高等学校普通科に通う場合の学区は以下の通りとなる。
| 番・番地等 | 小学校                 | 中学校                 | 高等学校 |
| ---------- | ---------------------- | ---------------------- | -------- |
| 全域       | 瀬戸市立にじの丘小学校 | 瀬戸市立にじの丘中学校 | 尾張学区 |

## 歴史

### 町名の由来
町名設定の際、旧瀬戸村字宮脇の字名を採って宮脇町としたと推察される。

### 沿革
- 1942年（昭和17年）1月9日 - 瀬戸市大字瀬戸字宮脇の一部により、同市宮脇町として成立[2]。

## 世帯数と人口
2025年（令和7年）2月1日現在の世帯数と人口は以下の通りである。
| 町丁   | 世帯数 | 人口 |
| ------ | ------ | ---- |
| 宮脇町 | 42世帯 | 83人 |

### 人口の変遷
国勢調査による人口の推移
| 1995年（平成7年）  | 131人 | [ 12 ] |  |
| 2000年（平成12年） | 118人 | [ 13 ] |  |
| 2005年（平成17年） | 115人 | [ 14 ] |  |
| 2010年（平成22年） | 107人 | [ 15 ] |  |
| 2015年（平成27年） | 85人  | [ 16 ] |  |
| 2020年（令和2年）  | 83人  | [ 17 ] |  |

### 世帯数の変遷
国勢調査による世帯数の推移。
| 1995年（平成7年）  | 47世帯 | [ 12 ] |  |
| 2000年（平成12年） | 42世帯 | [ 13 ] |  |
| 2005年（平成17年） | 43世帯 | [ 14 ] |  |
| 2010年（平成22年） | 42世帯 | [ 15 ] |  |
| 2015年（平成27年） | 35世帯 | [ 16 ] |  |
| 2020年（令和2年）  | 35世帯 | [ 17 ] |  |

## 交通

### 鉄道
町内に鉄道は走っていない。最寄り駅は名鉄瀬戸線尾張瀬戸駅になる。

### バス
町内にバスは走っていない。最寄りのバス停は、最寄りのバス停は、「しなの線（瀬戸北線）」【1】【1H】【2】【2H】【3】【4】系統、同「本地ヶ原線」【10】系統の中橋バス停・陶祖公園バス停になる。

### 道路
町内に国道・県道は走っていない。

## 施設
- 旧・瀬戸市立深川小学校[8] ：  1903年（明治36年）4月1日に瀬戸第二尋常小学校として開校。2020年（令和2年）3月31日に近隣の小中学校との統合で閉校となる[18]。閉校前年の児童数は44人、教職員数は16人であった[19]。
- 瀬戸市 発達支援室 ： 子供の穏やかな発達を願う保護者や、子供の支援関係者からの相談に応じる機関[20]。2009年（平成21年）に休園になった深川保育園の跡地を利用している[21][20]。
  - 旧・瀬戸市立深川保育園 ： 1949年（昭和24年）に新道町にて開園し、1954年（昭和29年）に須原町に移転、その後1970年（昭和45年）に現在地に移転している[22]。元は個人立幼稚園であったが、経営不振のために売却に出された土地建物を市が買収して開設された[22]。
- 深川公民館 ： 1983年（昭和53年）竣工[21]。連区各種団体との親睦と、地域住民の健康管理に通じる生涯学習活動の推進を目標に運営されている[23]。
- せとっ子ファミリー交流館 ： 2006年（平成18年）に開設[24]。保護者の交流や育児サロンなど、子育てを支援し健全な児童の育成を目指す総合的な施設[25]。
- 瀬戸市消防団 深川分団 ： 2018年（平成29年）竣工[26]。深川連区全域を分団の区域としている[27]。

- 旧・瀬戸市立深川小学校
- 瀬戸市 発達支援室
- 深川公民館
- せとっ子ファミリー交流館
- 瀬戸市消防団 深川分団

## その他

### 日本郵便
- 郵便番号 : 489-0074[6]（集配局：瀬戸郵便局[28]）。